# やまだ三平
やまだ 三平（やまだ さんぺい、1951年9月30日 - ）は、日本の漫画家、イラストレーター。佐賀県出身。血液型はB型。

## 経歴
幼少時代から漫画家志望で、1972年に手塚プロダクションに入社。2年で独立し、児童漫画から青年漫画まで幅広く活動。1983年までは本名『ひゃくた保孝』名義でストーリー漫画を描いていたが、後に4コマ漫画家へ転向し、1980年代半ば〜90年代までファミリー向け・成人向けを問わず多くの4コマ漫画専門誌で連載を受け持っていた。しかし2000年代に入ると萌え系を中心とした新進作家の流入により世代交代の波に押され、現在は4コマ漫画専門誌から撤退している。ほかに絵本や児童向けの実用書の挿絵のイラストレーターとしての活動もしている。

## 作品リスト

### ひゃくた保孝名義

#### 漫画
- ジャンボーグA（（小学五年生、小学館）　1973年）
- 冗談半分（週刊パワァコミック、双葉社）
- タレントくん（増刊パワァコミック、双葉社）
- ワニ・ワニ・ワニ（週刊少年チャンピオン増刊、秋田書店）
- 歯がいたいろ!!（希望の友、潮出版社）
- 転こう生（希望の友、潮出版社）
- 突撃いっぺいくん（月刊コロコロコミック、小学館）
- サムライくん（月刊コロコロコミック、小学館）
- 手塚プロ騒動記（リリカ、サンリオ）※七瀬カイ、わたべじゅん（わたべ淳）、ふくた啓子（石坂啓）との共筆
- でしゃばりタァコ（プレイコミック、秋田書店、全3巻）※単行本はグリーンアロー出版社発行。また単行本では『やまだ三平』名義

#### 絵本・挿絵
- かちかちやま（文：おばらあやこ、学習研究社）
- にほんむかしばなし（作：三越左千夫、金の星社）
- 一休さん（作：平田昭吾、ポプラ社）
- ロビンソン・クルーソー（作：ひろみプロ、竹書房）※井上大助との共筆
- 吉四六さんとんちクイズ（小学館）
- 日本のこわい話（文：大高ゆきお、小学館）
- 日本のふしぎな話（文：大高ゆきお、小学館）
- 理科の教室 なぜ?どうして?（構成：斎藤浩美、実業之日本社）※尾崎みつおとの共筆
- 切手なんでも百科 全国こども電話相談室（文：魚木五夫、小学館）
- とんちなぞなぞ（小学館）※井上大助、ヨシダ忠との共筆
- 日本のとんち話（文：大高ゆきお、小学館）※井上大助、ヨシダ忠との共筆
- 算数クイズ大ぼうけん（監修：徳永吉晴、小学館）※下山こお、嵩瀬ひろしとの共筆

### やまだ三平名義

#### 漫画
- やまひげさん（まんがタイム、芳文社、全1巻）
- バンザイお料理パパ（作：東史朗、まんがタイム、芳文社、全5巻）
- 19番笑トホール（バーディコミック、廣済堂）
- 白衣のテンちゃん（まんがライフ、竹書房、全1巻）
- 釣りっ子奮闘記（作：吉井豪、ぶんか社、全1巻）
- ママだ〜い好き!!（まんがライフデラックス、竹書房）
- わたしたちやさしいわよねえ（まんがタイムスペシャル、芳文社）
- あこがれ先生ション（まんが笑アップ、壱番館書房(のち廣済堂)、全3巻）
- コマンド先生参上!!（まんがハウス、一水社、全1巻）
- 色っぽ警部（竹書房、全1巻）
- 新妻かがみ（別冊フリテンくん - 一般向け4コマ版／ビタマン - 艶笑4コマ版、竹書房）
- ムッチンシャワー先生（まんがシャワー、一水社）
- さわやかサラダちゃん（週刊漫画ゴラク、日本文芸社）
- ママおなかすいた!!（まんがタイムジャンボ、芳文社）
- TAROくんのこころ（まんがタイムジャンボ、芳文社）
- ミルクちゃん（問題小説、徳間書店）
- ぶーびーパパ（GOLFコミック、秋田書店）
- フリーターまま子（みこすり半劇場、ぶんか社）
- ごきげんアンナ家族（みこすり半劇場、ぶんか社）

#### 絵本・挿絵
- 大わらい!子ども落語（文：川又昌子、小学館）
- またまた大わらい!子ども落語（文：川又昌子、小学館）
- おもしろことわざまんが館（監：谷脇理史、小学館）
- おむすびころりん（文：佐々木昇、永岡書店）
- こぶとりじいさん（文：佐々木昇、永岡書店）
- 意見発表トレーニング（作：生越嘉治、あすなろ書房）
- ゴルフ・メンタル強化書 パット&アプローチ上達の極意（文：角田陽一、実業之日本社）

## アシスタント
- イラストレーターしゅうさく